# (1590) Tsiolkovskaja
(1590) Tsiolkovskaja – planetoida z pasa głównego asteroid okrążająca Słońce w ciągu 3 lat i 122 dni w średniej odległości 2,23 au. Została odkryta 1 lipca 1933 roku w Obserwatorium Simejiz na górze Koszka na Półwyspie Krymskim przez Grigorija Nieujmina. Nazwa planetoidy pochodzi od Konstantina Ciołkowskiego (1857-1935), rosyjskiego uczonego polskiego pochodzenia, twórcy teorii lotu rakiet. Przed nadaniem nazwy planetoida nosiła oznaczenie tymczasowe (1590) 1933 NA.